# Рековичское сельское поселение
Рекови́чское сельское поселение — муниципальное образование в восточной части Дубровского района Брянской области. Центр — село Рековичи.
Образовано в результате проведения муниципальной реформы в 2005 году, путём преобразования дореформенного Рековичского сельсовета.

## Население
| 2010  | 2011  | 2012  | 2013  | 2014  | 2015  | 2016  | 2017  | 2018  |
| ----- | ----- | ----- | ----- | ----- | ----- | ----- | ----- | ----- |
| 1262  | ↘1253 | ↘1230 | ↘1217 | ↘1193 | ↘1174 | ↘1152 | ↘1136 | ↘1121 |
| 2019  | 2020  | 2021  |       |       |       |       |       |       |
| ↘1092 | ↘1087 | ↘913  |       |       |       |       |       |       |

## Населённые пункты
| № | Населённый пункт   | Тип                     | Население |
| - | ------------------ | ----------------------- | --------- |
| 1 | Вязовск            | деревня                 | ↘64       |
| 2 | Голубея            | деревня                 | ↘45       |
| 3 | Девочкино          | деревня                 | →4        |
| 4 | Должанская Слобода | деревня                 | →0        |
| 5 | Загорье            | деревня                 | ↘6        |
| 6 | Зимницкая Слобода  | деревня                 | ↘648      |
| 7 | Казаново           | деревня                 | ↘13       |
| 8 | Рековичи           | село                    | ↘429      |
| 9 | станция Рековичи   | железнодорожная станция | →8        |